# Estimulação direta transcraniana na reabilitação da marcha na doença de Parkinson
A estimulação direta transcraniana na reabilitação da marcha na doença de Parkinson é uma técnica de estimulação cerebral não-invasiva, utilizada em pacientes com a doença de Parkinson, especificamente para supostamente mitigar a variabilidade na marcha relacionada a mudanças corticais causadas pela fisiopatologia do progresso da doença. A reabilitação da marcha tem como foco aproveitar as conexões adaptadas envolvidas ativamente para controlar essas variações durante a progressão da doença. As variabilidades da marcha observadas são atribuídas às entradas defeituosas dos gânglios da base . Entretanto, há ativação alterada de outras áreas corticais que suportam o controle deficiente para provocar um movimento e manter alguma mobilidade funcional.
A estimulação transcraniana por corrente contínua é uma alteração da corrente contínua tradicionalmente disponível, aplicada com 2 eletrodos imersos em solução salina (ativo e de referência: 5-35 cm2), com o eletrodo ativo fixado na área a ser estimulada e o eletrodo de referência fixado na região supraorbital contralateral na testa. A focalização da corrente que passa depende da posição do eletrodo, de suas dimensões e da densidade de corrente. O período da estimulação alterna de 5 a 20 minutos com intensidades de 0,5 a 2,0 mA. Foi incluído com êxito como um auxiliar terapêutico promissor em diversos processos de reabilitação. Ele modifica a excitabilidade cortical da ara de interesse que pode ser aproveitada para procedimentos otimizados de preparação motora e aprendizagem motora incluídos na reabilitação da marcha. Os mecanismos que resultam em mudanças pós-sinápticas para promover plasticidade duradoura são parecidos aos de LTP ( potenciação de longo prazo ) e LTD (depressão de longo prazo), dependendo da polaridade da corrente usada.

## Variabilidades da marcha na doença de Parkinson e alterações corticais relacionadas

### Alterações biomecânicas e influência do tratamento dopaminérgico

Postura na Doença de Parkinson

Alterações biomecânicas e no controle motor da marcha em pacientes com a doença de Parkinson são causadas pela hipocinesia que reduz a velocidade e o tamanho do movimento. As principais alterações biomecânicas observadas na caminhada são: rotação reduzida ou anormal do braço, rotação reduzida do tronco, postura curvada para frente, movimentos reduzido nas articulações do quadril, joelho e tornozelo, causando invariavelmente redução da distância do solo, flexão excessiva do joelho durante todo o ciclo da marcha, comprimento da passada e do passo reduzidos e velocidade da marcha diminuída. Eles enfrentam problemas ao fazer curvas fechadas devido à redução do tempo de apoio duplo que controla o momento do tronco durante a grande fase de variação observada e o com está mais perto dos limites de estabilidade. Há uma disritmicidade acentuada observada bilateralmente devido à variabilidade no passo e no tempo de balanço. Entretanto, com maior velocidade de caminhada, a disritmicidade observada será devido ao tempo de balanço, pois é independente da velocidade de caminhada. Durante a fase ON do tratamento dopaminérgico, há aumento na velocidade da marcha e no comprimento do passo. A cadência e as variáveis temporais permanecem sem alteração pelo tratamento com dopamina. No entanto, as substituições de dopamina produzem variabilidade inerente no sistema sensório-motor. Como resultado, os pacientes com DP medicados apresentam mais variabilidade nas características da marcha em comparação aos pacientes não medicados, especialmente na cadência, tempo de passo e tempo de apoio duplo.

### Alterações corticais
Pessoas com doença de Parkinson não perdem sua capacidade de gerar padrões normais de caminhada, mas apresentam problemas de ativação. Há subativação da área frontal medial esquerda, pré-cúneo direito e hemisfério cerebelar esquerdo e hiperatividade no córtex temporal esquerdo, ínsula direita, córtex cingulado esquerdo e vérmis cerebelar. A subativação das áreas frontais mediais é o principal mecanismo referente às anormalidades observadas na marcha. Distúrbios da marcha também podem resultar da diminuição da ativação da rede cognitiva, especialmente no córtex parietal posterior direito. Há uma interrupção do circuito tálamo-cortical-gânglios da base devido à depleção de dopamina estriatal, o que altera o efeito semelhante ao LTP no córtex motor humano. Há também redução na supressão corticocortical ipsilateral, redução na excitabilidade do córtex inibitório intrínseco, causando à seletividade da descarga cortical durante o movimento. A dopamina modifica o metabolismo regional do córtex motor, levando à inibição intracortical. Isso resulta na reorganização funcional dos mapas motores e na sincronia corticoestriatal excessiva quando o movimento é iniciado.

### Congelamento da marcha
O congelamento da marcha (FOG) é um dos principais causadores de distúrbios da marcha na doença de Parkinson. Há comprometimento no controle da cadência que regula as variações de passada a passada no período da marcha e na manutenção do ritmo estável da caminhada. É o resultado de diversas variáveis combinando hipocinesia e efeito de sequência, gravidade e variabilidade do efeito de sequência, gravidade da festinação que depende do nível de fundo de hipocinesia, resposta da hipocinesia aos medicamentos e capacidade de focar na marcha e nos estímulos visuais, necessidades ambientais ou de atenção extrínsecas. Há uma relação significativa entre congelamento da marcha e rotação. Isso envolve redução do desvio mediolateral, deslocamento para frente e redução da largura do passo em congelamentos pouco antes dos episódios de FOG. Isso dificulta as mudanças de peso fluentes necessárias durante as curvas.

Loops DA em PD

Alterações Corticais O FOG é um resultado do processo dinâmico de hipo e hiperativação de áreas corticais como a SMA e áreas subcorticais como o estriado, a região locomotora mesencefálica e o núcleo pedunculopontino. O congelamento da marcha no momento da rotação e a caminhada pode ser devido à regulação cortical prejudicada da execução motora e à capacidade reduzida das estruturas mesencefálicas de compensar com flexibilidade essas alterações. A conexão inter-hemisférica entre o opérculo parietal bilateral, o córtex somatossensorial e a área auditiva primária é reduzida em pessoas com DP e congelamento da marcha. A reorganização acontece nas conexões funcionais dentro da rede locomotora para compensar a perda de conectividade entre STN e SMA e a perda do controle automático de ordem inferior da marcha pelos gânglios da base.

## Estimulação transcraniana por corrente contínua e reabilitação da marcha

### Parâmetros tDCS para doença de Parkinson
- Polaridade e local de estimulação

21 eletrodos do sistema internacional 10-20 para tDCS

Mudanças de excitabilidade na DP devido à tDCS não são vistas em maior extensão com amplitudes diferenciais de MEP verificadas em M1 com TMS de pulso único. A estimulação anódica do córtex motor primário e do córtex pré-frontal dorsal podem estar envolvidas na melhora do desempenho motor e cognitivo em pacientes com a doença de Parkinson. Também há um efeito significativo que é notado após a estimulação tDCS bi-hemisférica sobre o córtex pré-motor esquerdo e direito e o córtex motor primário. Os efeitos facilitadores da tDCS dependem das áreas cerebrais estimuladas envolvidas e da tarefa em questão.
- Intensidade da estimulação

A intensidade da estimulação do TDCS varia de 1 mA a 2 Ma. Entretanto, intensidades mais altas resulta em efeitos benéficos para melhorar o desempenho motor na doença de Parkinson. Pacientes com DP durante a fase inativa dos medicamentos apresentaram limiares motores mais baixos e reagiram a intensidades mais baixas, como 1Ma. No entanto, na fase ativa a estimulação 1Ma apresentou efeito negativo dos Tdcs anódicos no desempenho da marcha.
- Duração da estimulação

Normalmente administrado por 20 minutos junto com a atividade envolvida na reabilitação. É mantido um período mínimo de washout de 48 horas entre duas sessões de tDCS.
- Dosagem de dopamina

embora não seja um parâmetro tdcs, ele precisa ser considerado em sua aplicação em DP. Existem resultados claros não lineares e dependentes da dosagem da dopamina na plasticidade facilitadora e inibitória, e a dosagem específica de dopamina é ideal para contribuir com a plasticidade.

### tDCS e reabilitação da marcha
- tDCS para equilíbrio e mobilidade funcional

A tDCS anódica no córtex pré-frontal dorsolateral (DLFC) promove um melhor equilíbrio e mobilidade funcional avaliada como resultado pela Escala de Equilíbrio de Berg e pelo Índice de Marcha Dinâmica. Observou-se durante a fase ativa da terapia com suplemento de dopamina.
A tDCS anódica no córtex motor primário ajuda na pontuação UPRDS (Escala Unificada de Classificação da Doença de Parkinson), número e duração dos episódios de FOG FOG.
- tDCS para teste de dupla tarefa e tempo de espera

A tDCS anódica no córtex pré-frontal dorsolateral resultou em melhor pontuação TUG em DP durante a fase ON da terapia com suplemento de dopamina. Em geral, é aplicado 120 minutos após a ingestão do medicamento.
A tDCS bilateral no córtex pré-frontal dorsolateral resultou em maior melhora da tarefa dupla abarcando TUG com componente motor e cognitivo. Eles resultaram em redução no custo da tarefa dupla após 2 sessões de aplicação de tDCS. No entanto, mais estudos são necessários para confirmar os efeitos da tDCS bilateral nas medidas de dupla tarefa cognitiva.
- tDCS e Treinamento Físico

A estimulação tDCS anódica do córtex primário e pré-motor no momento o treinamento físico com o alvo de melhorar a iniciação da marcha, o comprimento da passada, a velocidade da marcha, o balanço do braço e o equilíbrio resultou em melhora da velocidade da marcha e do equilíbrio em comparação à estimulação tDCS sozinha.
A tDCS anódica no córtex motor primário com treinamento progressivo de resistência dos membros inferiores pode resultar na melhora da força dos membros inferiores, da oscilação postural, da velocidade da marcha e da variabilidade da passada.
A tDCS anódica aplicada centralmente ao longo da linha média e combinada com terapia de dança (tango) resultou na redução do tempo necessário para completar 6 m de caminhada e 3 min de teste TUG. Houve também aumento geral na velocidade da marcha e no pico de velocidade do tronco.

### Mecanismo tDCS na doença de Parkinson
Acredita-se que a estimulação transcraniana por corrente contínua restaura a atividade neural nos córtices motor e pré-frontal na DP. Promove a aprendizagem motora e a consolidação e pode melhorar a retenção a longo prazo. Esta é a justificativa básica do uso de tDCS para procedimentos de neuroreabilitação na DP.
A tDCS funciona com base no conceito de priming, que depende da atividade neural preexistente, denominada plasticidade homeostática. Esse efeito na plasticidade produz efeitos persistentes. Isso o torna uma ferramenta útil para ser combinada com outra técnica de estimulação cerebral não invasiva, como a EMTr. A tDCS catódica diminui a excitabilidade do córtex, revertendo assim a inibição da rTMS de baixa frequência, enquanto a tDCS anódica aumenta a excitabilidade cortical, revertendo a facilitação da rTMS de alta frequência. A dopamina também prepara a atividade cerebral com tDCS anódica para inibição. Embora isto ainda precise ser testado.
O Período de Silêncio Cortical (PSC) reflete a excitabilidade do córtex motor envolvido em circuitos inibitórios. Na DP, o CSP é encurtado durante o período OFF e normalizado com medicamentos e alongado no estado discinético. Ela se correlaciona com a pontuação motora UPDRS. Entretanto, os efeitos do tDCS no CSP ainda não são conhecidos.
O papel dos TDCs na indução da liberação de dopamina ainda não é conhecido. Como a tDCS anódica é conhecida por causar ativação generalizada, ela pode desencadear alguns efeitos. Também se presume que a dopamina desempenha um papel nos efeitos agudos dos TDCs.